# Althen-des-Paluds
Althen-des-Paluds é uma comuna francesa na região administrativa da Provença-Alpes-Costa Azul, no departamento de Vaucluse. Estende-se por uma área de 6,4 km². Em 2010 a comuna tinha 2 906 habitantes (densidade: 454,1 hab./km²).